# University of Information Science and Technology St. Paul The Apostle
Die University of Information Science & Technology Saint Paul the Apostle (UIST, mazedonisch Универзитет за информатички науки и технологии “Св. Апостол Павле”) ist eine staatliche Universität der Republik Nordmazedonien in Ohrid mit über 450 einheimischen und ausländischen Studenten. Offizielle Unterrichtssprache der Universität ist Englisch.

## Geschichte
Die UIST wurde vom Parlament der Republik Nordmazedonien 2008 gegründet.
Studenten der UIST haben im Jahr 2010 den ersten Superrechner (Cluster-Rechner) der Republik Nordmazedonien konzipiert.
Das Shanghai-Ranking von nordmazedonischen Universitäten setzte 2013/14 die UIST auf Platz 4 von 20.

## Fakultäten
Die UIST hat fünf Fakultäten:
- Fakultät Communication Networks and Security (CNS)
- Fakultät Computer Science and Engineering (CSE)
- Fakultät Information Systems, Visualization, Multimedia and Animation (ISVMA)
- Fakultät Applied Information Technology, Machine Intelligence and Robotics (AITMIR)
- Fakultät Information and Communication Science (ICS)